# Larva (Jaén)
Larva é um município da Espanha na província de Jaén, comunidade autónoma da Andaluzia, de área 42 km² com população de 474 habitantes (2006) e densidade populacional de 12,00 hab/km².

## Demografia
| Variação demográfica do município entre 1991 e 2004 | Variação demográfica do município entre 1991 e 2004 | Variação demográfica do município entre 1991 e 2004 | Variação demográfica do município entre 1991 e 2004 |
| --------------------------------------------------- | --------------------------------------------------- | --------------------------------------------------- | --------------------------------------------------- |
| 1991                                                | 1996                                                | 2001                                                | 2004                                                |
| 601                                                 | 546                                                 | 508                                                 | 497                                                 |